# トリーア
トリーア（ドイツ語: Trier [tʁiːɐ̯] ( 音声ファイル), フランス語: Trèves [tʁɛv]）は、ドイツ連邦共和国ラインラント＝プファルツ州の都市。人口は約10万人（2005年）。トリアーとも表記される。
かつては舞台ドイツ語式発音に基づいてトリール、トリエルと呼ばれたが、近年では現在の標準ドイツ語の発音に近い「トリーア」が主に用いられる。

## 地勢
モーゼル川沿いに位置するトリーアは、古代からの交通の要衝地であるとともに、古くからフランス文化の影響を濃厚に受けていることもありドイツワイン発祥の地であり、世界的ブランドとして有名なモーゼルワインの一大生産地である。近隣の都市としては、約95キロ北東にコブレンツ、約40キロ西にルクセンブルクが位置する。フランスのメスにも近い。1995年には大洪水によって大きな被害を受けている。
トリーアの公用語はドイツ語であるが、フランス東中部のロレーヌ地方（アルザス＝ロレーヌ）と隣接していることもあり、フランス語を会話する住民も多い。

## 歴史
古くはベルガエ人の同族とされるトレヴェリ人の居住地であった。その起源はローマ植民市アウグスタ・トレウェロールム(Augusta Treverorum)にあり、紀元前16年に建設された、ドイツで最も古い都市のひとつである。かつてローマ帝国が北ヨーロッパ進出の拠点とし、「第二のローマ」と云われた。ローマ人は支配の証として、都市の建設と共に地中海文明をこの地に持ち込んだ。
紀元前1世紀初期に集落が形成された。 ローマ皇帝 クラウディウス 治下（41年-54年）において、将棋盤状の道路網が整備されていたことが明らかになっている。ゲルマン族の侵入を契機に、173年/ 174年、285ヘクタールの居住地を囲む市壁が築かれた。ポルタ・ニグラは当時（180年ころ）に由来する。2世紀テッラ＝シジッラータと呼ばれる陶器の生産が行われた 。
3世紀後半には司教座がおかれた（後に大司教座に格上げ）。
275年 フランク族によって破壊されたが、コンスタンティヌス大帝らによって都市再建がなされ、ベルギカの中心地、ローマ帝国の皇帝・副帝・僭帝の本拠地として周壁環285ヘクタール内に6万人の人口を擁する、アルプス以北最大のローマ帝国都市となった 。
「ベルギカ・プリーマの中心都市トリーアはライン右岸のゲルマーニアに対する皇帝の攻撃政策の拠点であり、ガリアの都市化の拠点であり、商業の大中心地であった」。周辺には重要な街道が集中し、近傍には橋がかけられ、市内には広大な円形劇場や豪壮な住宅が建設された。トリーア人はボルドーやリヨンでも商人として活躍した。毛織物業は問屋制的に統合された大手工業であった。
コンスタンティヌス大帝の時代、トリーアを囲む周壁環は285ヘクタール、  4世紀の人口はほぼ6万人であった 。
326年「宮殿の豪華大広間が取りこわされ、その跡地に大きな二つ連続の聖堂ができた。今日この二重聖堂が大聖堂と聖母マリア聖堂として残っているのである。ヒエロニムス、 アタナシウス、ラクタンティウスは、古代キリスト教の司教都市トリーアに滞在し、同地の立派な図書館を利用した」。アタナシウスはアリウス派との論争で336年- 337年 ガリアに追放されトリーアに亡命したが、その間「聖アントニウスの修道制をヨーロッパ大陸の奥深くに伝えた」。
ヒエロニムスはトリーアをケルト語地域として記録している。この地に居住していたトレウェリ族はゲルマン人の一派だったが、のちにケルト化された。
475年フランク族によって征服された。6世紀初頭メロヴィング朝フランク王国に帰属した。6世紀・ 7世紀の人口はわずか数千人に過ぎなかった。9世紀約20個の教会・礼拝所があった。以後も宗教施設の建設が続き、種々の教団が修道院等を設置し、14世紀にはベギン会の会館も見られた。882年 ノルマン人の襲撃により荒廃した。
10世紀からユダヤ人の居住が見られる。13世紀にはシナゴーグ等もあった。1338年ころには0.7ヘクタールの地に300人を超す住民が生活し、遠隔貿易や金融業に従事していたが、1349年の迫害によりユダヤ人居住者は市内にほぼいなくなった。1418年にはユダヤ人は大司教区からも追放された。
中世トリーアの経済活動で知られているのは、窯業、塩の取引、貨幣の鋳造、ワイン製造などで、ワイン搾り機は14世紀に43個あった。当時の人口は約1万人で、中都市に位置付けられる。1473年大司教はトリーアに大学を設置した（1798年まで存続）が、それには市も大きく関与した。
14世紀、トリーア大司教にルクセンブルク家のバルドゥインが就任して、一族のカール4世の神聖ローマ皇帝即位に貢献した。このためトリーア大司教は金印勅書で定められた選帝侯の一人となり、ドイツ国内で強い勢力を誇った。

## 観光

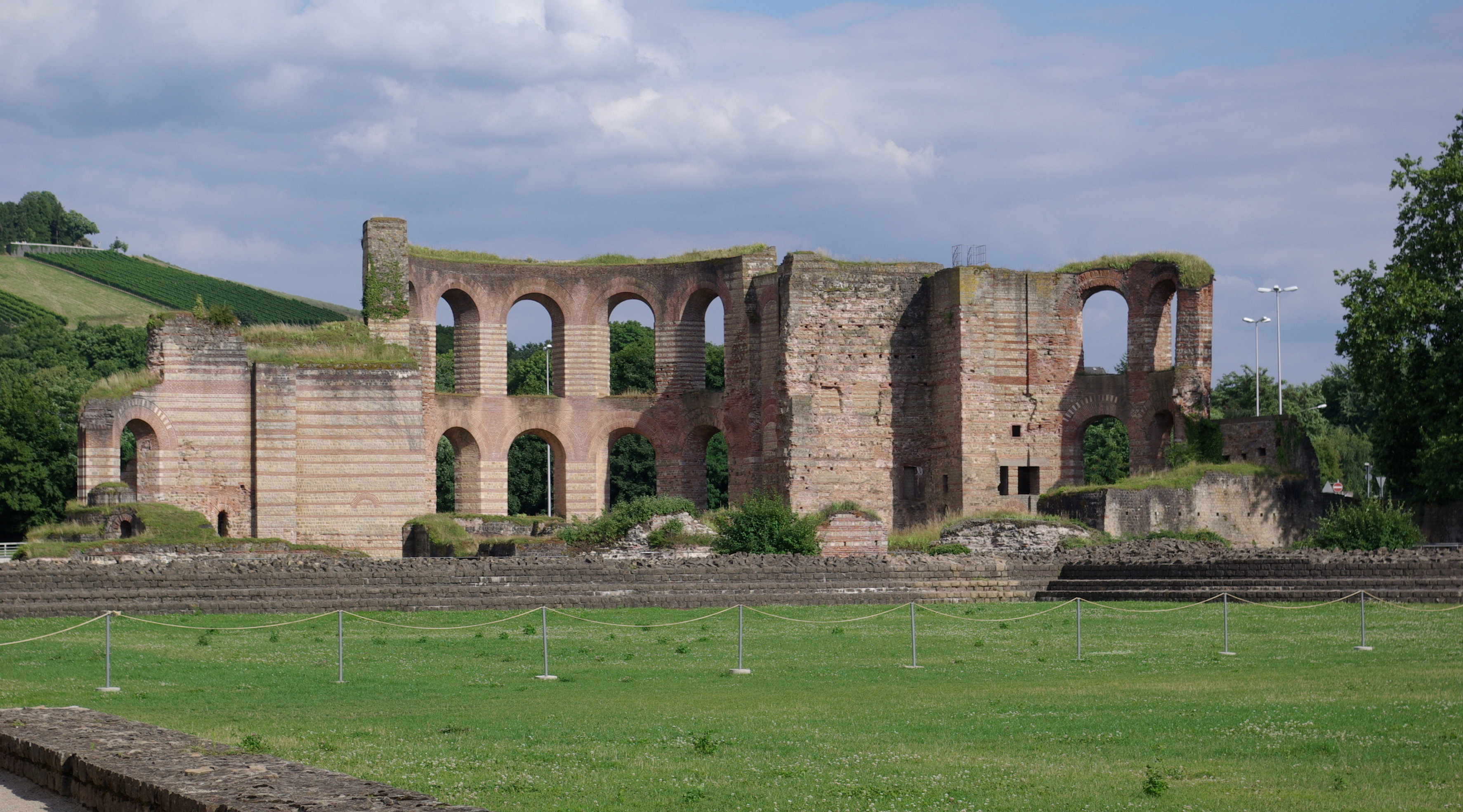
古代ローマの大浴場跡

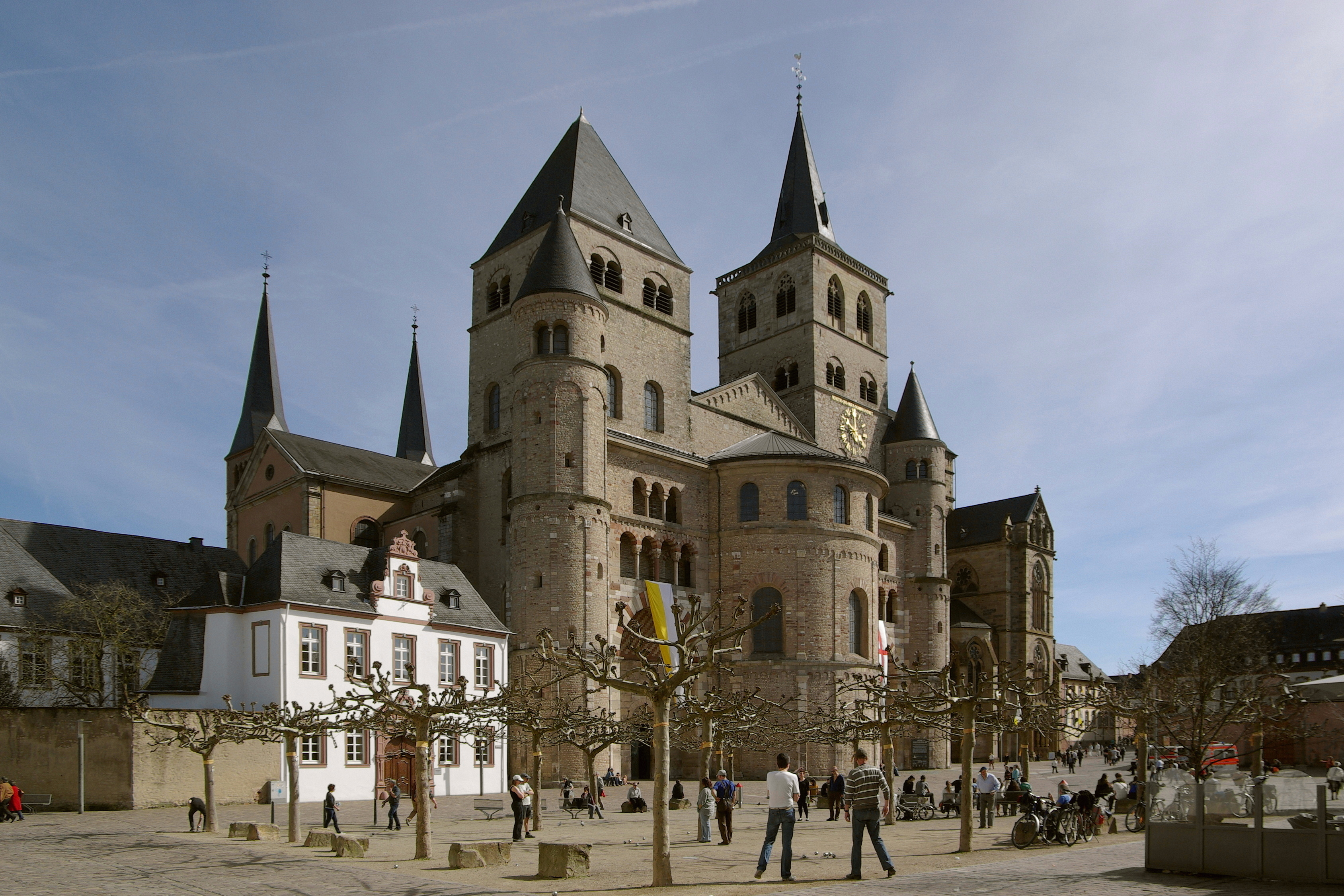
トリーア大聖堂

- トリーアのローマ遺跡群、聖ペテロ大聖堂、聖母聖堂（ユネスコの世界遺産）
  - ポルタ・ニグラ（2世紀頃に建てられた黒い城門）
  - トリーア大聖堂（Dom, キリストが着たとされるローブが保存されており、数十年に一度公開される）
  - 聖母聖堂
  - 古代ローマ時代の円形劇場
  - カイザーテルメン（4世紀に作られた皇帝の大浴場跡）など
- カール・マルクスの生家(de:Karl-Marx-Haus)

共産党統治下の中華人民共和国からは、フリードリヒ・エンゲルス出身地のヴッパータールやウラジーミル・レーニン出身地のロシアとともに「レッドツーリズム」（紅色旅遊）で旅行者が訪れる。2018年のマルクス生誕200周年には中国政府からマルクス像を寄贈され、除幕式には欧州委員会のジャン＝クロード・ユンケル委員長やドイツ社会民主党のアンドレア・ナーレス党首などが出席した。同年にトリ－ア市観光当局はマルクスの肖像画をあしらった額面0ユーロの紙幣をお土産として発行して即完売した。

## モーゼルワイン
ローマ帝国から伝えられたブドウ栽培とワイン醸造の技術は、当初赤ブドウであった。しかしスレートと呼ばれる石の多い痩せた土地のトリーアでは、充分に育たなかった。そこで養分が少なくても育つ白ブドウを植えることにして、トリーアの人々は土にあった白ブドウの品種を選び出す。それが脈々と引き継がれ、現在のモーゼルワインとなっている。

## スポーツ
- 2002年より2009年を除いて、毎年WRCの1戦として、ラリー・ドイチェランドがトリーアで開催されている。
- SVアイントラハト・トリーア（SV Eintracht Trier 05）は、トリーアを本拠地とするサッカークラブである。2005年にブンデスリーガ2部からレギオナルリーガへと降格した。
- TBBトリーア（TBB Trier）はドイツプロバスケットボールリーグの1部、バスケットボール・ブンデスリーガに所属するチーム。
- トリーア・カーディナルス(Trier Caldinals)はドイツの野球リーグに所属する野球チームである。2000年のドイツマイスター(硬式野球)。ドイツにも野球リーグがあり、ブンデスリーガ1部をトップとし、数多くの下部リーグが存在する。同チームは、ドイツ国内での歴史は浅く、2008年で創設20周年を迎えたばかりである（創設から50年以上のチームが多い）。Erste(硬式野球)、 Mix(男女混合硬式ソフトボール)、Jugend(少年少女硬式野球)からなる。ドイツ人以外の選手も多く、アメリカ人、キューバ人、プエルトルコ人、アフガニスタン人、トリーア大学の学生や球場付近の日本企業で働く日本人も所属している。所属リーグのMVP及びホームラン王(2007)には、Trier Caldinals所属の日本人が獲得している。2009年現在、3人の日本人選手が所属している。

## 出身有名人
- アンブロジウス:司教、聖人
- フランツ・グルントヘーバー
- カール・マルクス:経済学者、哲学者、革命家

ドレイファス（Dreifuss）、トレヴェス（Treves）といった古くからのユダヤ人の姓は、この街の出身の家系だといわれる。

## 姉妹都市
- メス、フランス
- アスコリ・ピチェーノ、イタリア
- グロスター、イギリス
- スヘルトーヘンボス、オランダ
- プーラ、クロアチア
- フォートワース、テキサス州、アメリカ合衆国
- ヴァイマル、テューリンゲン州、ドイツ
- 長岡市、日本

## 引用
1. ↑  Statistisches Landesamt Rheinland-Pfalz – Bevölkerungsstand 31. Dezember 2023, Landkreise, Gemeinden, Verbandsgemeinden
2. ↑  アンソニー･テイラー『世界の聖地バイブル : パワースポット&スピリチュアルスポットのガイド決定版』ガイアブックス、産調出版、274ページ、2011年、ISBN 978-4-88282-780-1
3. ↑  Lexikon des Mittelalters. Bd. VIII. München: LexMA Verlag 1997 (ISBN 3-89659-908-9), Sp. 991.
4. ↑  エーディト・エネン著 佐々木克巳訳 『ヨーロッパの中世都市』岩波書店、1987年、(ISBN 4-00-002373-X) 、9頁。
5. ↑  Gerhard Köbler: Historisches Lexikon der deutschen Länder, 6. Aufl. München: Beck 1988 = Darmstadt: Wissenschaftliche Buchgesellschaft 1999, S. 660-661.
6. ↑  エーディト・エネン著 佐々木克巳訳 『ヨーロッパの中世都市』岩波書店、1987年、(ISBN 4-00-002373-X) 、17-18頁。- Lexikon des Mittelalters. Bd. VIII. München: LexMA Verlag 1997 (ISBN 3-89659-908-9), Sp. 991.
7. ↑  エーディト・エネン著 佐々木克巳訳 『ヨーロッパの中世都市』岩波書店、1987年、(ISBN 4-00-002373-X) 、12頁。
8. ↑  エーディト・エネン著 佐々木克巳訳 『ヨーロッパの中世都市』岩波書店、1987年、(ISBN 4-00-002373-X) 、16-18頁。
9. ↑  エーディト・エネン著 佐々木克巳訳 『ヨーロッパの中世都市』岩波書店、1987年、(ISBN 4-00-002373-X) 、19-20頁。なお、同書17頁には「ローマ時代のトリーアの都市図」が掲載されている。
10. ↑  今野国男『修道院』（「世界史研究叢書」⑦）近藤出版社　1971年、15頁。
11. ↑  泉井久之助『ヨーロッパの言語』岩波書店（岩波新書 699）1968年、2刷 1969年、164頁。
12. ↑  エーディト・エネン著 佐々木克巳訳 『ヨーロッパの中世都市』岩波書店、1987年、(ISBN 4-00-002373-X) 、14頁には、「トリーア人の人名のうち驚く程多数のものがラテン語からも、またケルト語からも説明することができず、はっきりとはしないが、古い土着の層に属するものであることを、ヴァイスゲルバーが立証した。」と記されている。
13. ↑  Lexikon des Mittelalters. Bd. VIII. München: LexMA Verlag 1997 (ISBN 3-89659-908-9), Sp. 992.
14. ↑  Lexikon des Mittelalters. Bd. VIII. München: LexMA Verlag 1997 (ISBN 3-89659-908-9), Sp. 993.
15. ↑  Lexikon des Mittelalters. Bd. VIII. München: LexMA Verlag 1997 (ISBN 3-89659-908-9), Sp. 995-996.
16. ↑  “ロシアが歓迎する中国の「赤いツーリズム」”.  ウォール・ストリート・ジャーナル (2016年10月31日). 2018年5月6日閲覧。
17. ↑  “中国がドイツに贈った「巨大マルクス像」が大論争を起こしたワケ”.  現代ビジネス (2018年5月11日). 2018年5月11日閲覧。
18. ↑  “生誕２００年記念「マルクス紙幣」に注文殺到　額面は０”.  朝日新聞 (2018年4月20日). 2018年5月6日閲覧。